# سانتی کومسانیا
سانتی کومسانیا (انگلیسی: Santi Comesaña؛ زادهٔ ۵ اکتبر ۱۹۹۶) بازیکن فوتبال اهل اسپانیا است.
از باشگاه‌هایی که در آن بازی کرده‌است می‌توان به باشگاه فوتبال رایو وایکانو اشاره کرد.